# 플레타 (리그 오브 레전드 프로게이머)
플레타(본명: 손민우, 2003년 3월 28일 ~ )는 대한민국의 리그 오브 레전드 프로게이머로 아이디는 Pleata이다. 포지션은 서포터이며 현재 DRX 소속으로 활동 중이다.

## 선수 생활
2021시즌을 앞두고 DRX의 1군팀으로 콜업되면서 프로 커리어를 시작했다. 2021 스프링 시즌 팀의 주전 서포터로 활동하면서 팀의 포스트시즌 진출에 기여했다. 서머 시즌에서도 주전 서포터로 출전했으나 부진에 빠진 팀과 함께 좋지 못한 모습을 보여주었다. 서머 5주차를 앞두고 2군팀으로 샌드다운되었다.
2022시즌을 앞두고 소환사명을 Becca에서 Pleata로 변경했다.

## 수상 내역
- 2019년 대통령배 전국 아마추어 e스포츠 대회 우승
- LCK 아카데미 시리즈 2020 8월 대회 우승
- LCK 아카데미 시리즈 9월 대회 준우승
- 2023 LCK 챌린저스 리그 서머 3위
- 아시아 스타 챌린저스 인비테이셔널 2023 우승